# برايان ألدرسون
برايان ألدرسون (بالإنجليزية: Brian Alderson)‏ (5 مايو 1950 في المملكة المتحدة - 23 أبريل 1997) هو لاعب كرة قدم بريطاني في مركز جناح ‏. شارك مع منتخب اسكتلندا تحت 21 سنة لكرة القدم. أما مع النوادي، فقد لعب مع كوفنتري سيتي وليستر سيتي وأتلانتا تشيفز ونيوإنغلند تي من ‏ وNew Jersey Rockets (MISL) ‏.

## وصلات خارجية
- برايان ألدرسون على موقع قاعدة بيانات كرة القدم.إي يو (الإنجليزية)